# Monte Granero
Monte Granero – szczyt w Alpach Kotyjskich, części Alp Zachodnich. Leży w północno-zachodnich Włoszech w regionie Piemont, blisko granicy z Francją. Szczyt można zdobyć drogami ze schronisk: Rifugio Vitale Giacoletti (2741 m), Bivacco Boarelli (2820 m), Rifugio Battaglione Alpini Monte Granero (2377 m) we Włoszech oraz Refuge du Viso (2460 m).
Pierwszego wejścia dokonali E. Bianco, F. Pagagnone, C. Ratti, A. i C. Fiorio 23 sierpnia 1879 r.